# Nyctemera elzuniaekruscheae
Nyctemera elzuniaekruscheae är en fjärilsart som beskrevs av Felix Bryk 1937. Nyctemera elzuniaekruscheae ingår i släktet Nyctemera och familjen björnspinnare. Inga underarter finns listade i Catalogue of Life.